# Дама са гвозденом маском
Дама са гвозденом маском (итал. Anita e la maschera di ferro) је италијански порнографски филм из 2007. године. Наслов је пародија на филм Човек са гвозденом маском. Филм је режирао Џо Д'Амато (енгл. Joe D'Amato). У Србији га је издало београдско предузеће Rollaway Company 2007. године. На омоту нема података о тиражу и нема интерне ознаке српског издавача, али постоје каталошки бројеви.  978-86-86841-03-2 и COBISS.SR-ID 138482188.

## Опис са омота
Анита је дивна кћерка краља Француске, која има близнакињу Жаклин, нимфоманку. Да не би нашкодила краљевству отац јој ставља гвоздену маску. Али маска јој не смета, већ јој добро дође да се сакрије иза ње током бројних оргија и содомистичких забава. Њен циљ је да укаља сестрину част и преузме престо.

## Улоге
| Глумац          | Улога    |
| --------------- | -------- |
| Anita Blond     | принцеза |
| Zenza Ragi      |          |
| Leslie White    |          |
| Yvette Bars     |          |
| Davide Gladio   |          |
| Christina Elias |          |
| Ainalka Kovacz  |          |